# Conrad Loddiges
Conrad Loddiges, född 1738 i Hildesheim, död den 13 mars 1826 i London, var en tyskfödd brittisk botaniker. Han har fått arten Loddigesia uppkallad efter sig.
Auktorsnamnet Lodd. kan användas för Conrad Loddiges i samband med ett vetenskapligt namn inom botaniken; se Wikipediaartiklar som länkar till auktorsnamnet.